# 早坂響
早坂 響（はやさか おと、2005年7月26日 - ）は、千葉県松戸市出身のプロ野球選手（投手）。右投右打。千葉ロッテマリーンズ所属。

## 経歴

### プロ入り前
松戸市立東部小学校1年生のときに『高塚新田ラークス』で野球を始め、遊撃手と中堅手を守った。松戸市立第五中学校では軟式野球部に所属し、守備位置は一塁手と捕手であった。
千葉県立幕張総合高等学校では1年秋から控え捕手としてベンチ入りし、2年夏は背番号12の控え捕手であった。2年秋は正捕手で背番号2を付けたが、県大会敗退後に柳田大輔監督はチームの変革に着手し、投手の頭数が少なかった事情から「賭けでした」と早坂に投手転向を提案。11月に投手へ転向し、投手育成に定評のあるスポーツトレーナー北川雄介の指導を仰ぐと、当初135km/hであった球速は一冬を越した時点で150km/hを超えた。3年春からは背番号1を付け、3年夏は千葉大会5回戦で専大松戸に敗れた。甲子園出場経験はなし。
2023年10月26日に開催されたドラフト会議にて、千葉ロッテマリーンズから4位指名を受け、11月17日に契約金4000万円・年俸560万円（金額はいずれも推定）で入団に合意した。背番号は59。担当スカウトは有吉優樹。

### ロッテ時代
2024年は前半は体力強化に励み、公式戦初登板は7月4日のイースタン・リーグの読売ジャイアンツ戦となった。その後は同リーグで計7試合に登板し、防御率13.50という成績だった。

## 選手としての特徴
インステップの投球フォームから繰り出すストレートは回転がランダムなムービングファスト。高校時代の最速は151km/h。
スライダーは130km/hを超えるスピードで変化量も大きい。変化球はその他にカットボール、カーブ、フォークなどを投じる。

## 人物
千葉県松戸市出身で小学校時代はロッテのファンクラブ『TEAM26』に入会し、本拠地である千葉マリンスタジアムに何度も足を運んでいたロッテファンであった。

## 詳細情報

### 記録

#### 初記録
投手記録
- 初登板：2025年5月11日、対埼玉西武ライオンズ7回戦（ベルーナドーム）、8回裏に4番手で救援登板・完了、1回1失点[15]
- 初奪三振：同上、8回裏に滝澤夏央から空振り三振[15]

### 背番号
- 59（2024年[10] - ）